# Sabreren

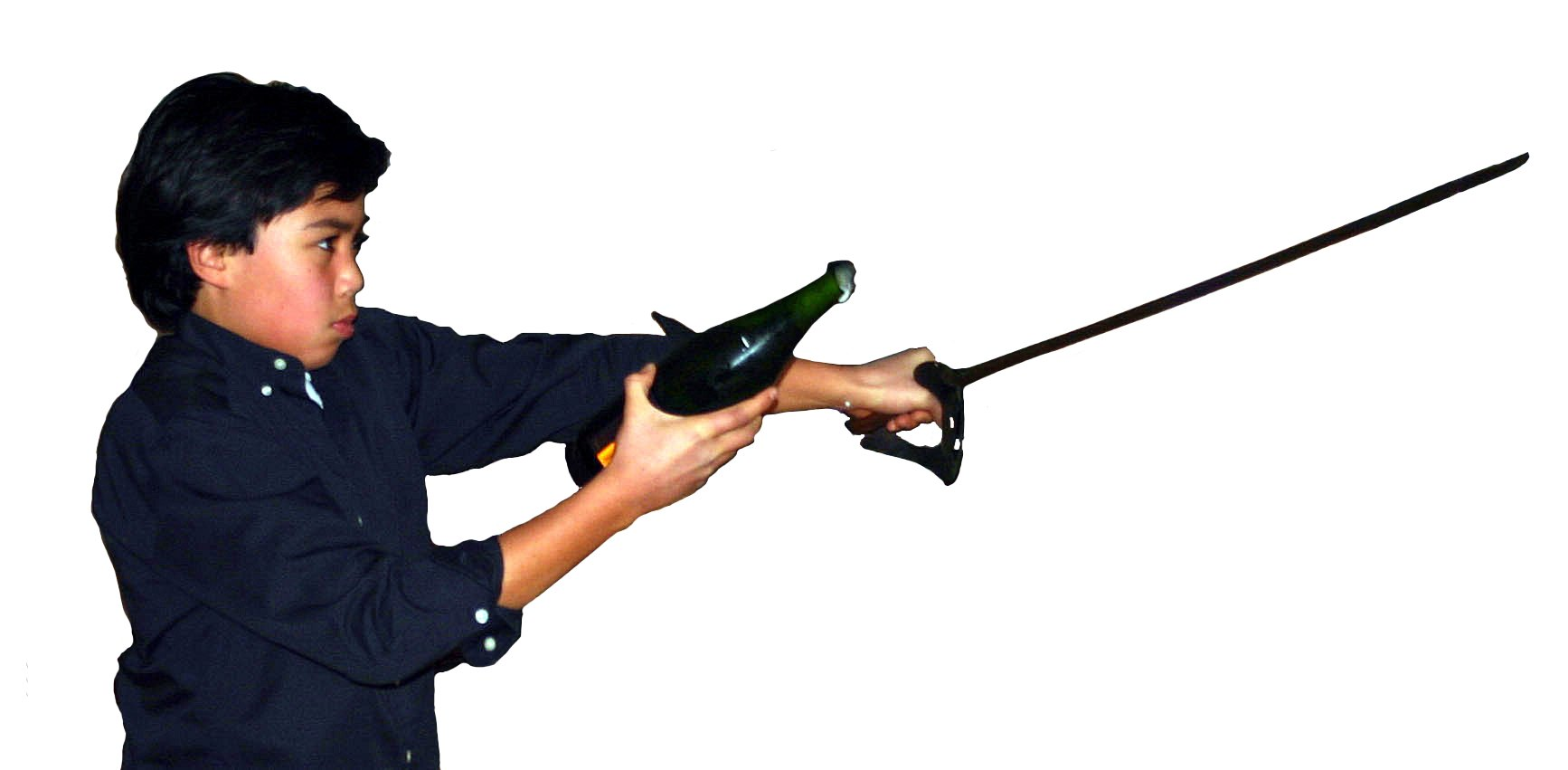
Sabreren van een champagnefles.

Het sabreren van champagne – de sabrage – is een traditionele, enigszins ceremoniële manier om een champagnefles te openen.

## Werkwijze
De fles wordt bij de voet in één hand vastgehouden, de kurk van het lichaam weg. Met de andere hand slaat men het blad van de sabel, langs de hals van de fles, tegen de onderkant van de rand rond de opening. Door de stoot en de inwendige druk, breekt deze rand af langs de naad met de hals en vliegt weg, met de kurk er nog in.
De techniek is eenvoudig, doch delicaat, en dient men met de nodige omzichtigheid uit te voeren.
Mislukkingen zijn gewoonlijk het gevolg van onvakkundige uitvoering, maar zijn ook mogelijk door gebreken in de fles, of door abnormale gasdruk.
Er is normaal geen risico op glasscherven in de drank, aangezien deze - indien ze zouden voorkomen - mee worden weggeblazen door het ontsnappende gas.
De methode kan in principe toegepast worden op elke mousserende wijn, zolang de opening van de fles een geschikte rand heeft. In plaats van de sabel kan men ook eenvoudiger substituten gebruiken.

## Geschiedenis
Volgens de traditie stamt deze gewoonte uit de tijd van Napoleon, toen cavaleristen de techniek toepasten tijdens het vieren van overwinningen. Wellicht werd dan de rugzijde van de (echte) sabel gebruikt.
Tegenwoordig wordt de techniek nog toegepast om op demonstratieve wijze een fles te openen; daarbij wordt de botte snijkant van een speciaal daartoe bestemde champagnesabel gebruikt.